# 카를로스 고리토
카를루스 아우구스투 카르도주 고리투(브라질 포르투갈어: Carlos Augusto Cardoso Gorito, 1986년 5월 17일~)는 대한민국에서 활동하고 있는 브라질 국적의 직장인으로 주한 브라질 대사관 교육 담당으로 일하고 있다.

## 생애
카를로스 고리토는 1986년 5월 17일 리우데자네이루주 헤젠지에서 태어났다.

### 학력
2001년부터 2003년까지 판지아 칼로헤라스 기술 학교에서 공부하였다. 2003년부터 히우그란지두술 연방대학교에서 2007년까지 국제관계학 및 경제학을 공부하여 학사 학위를 취득하였다. 2008년 로자리오 국립대학교에서 국제관계학과 사회과학 석사 학위를 취득하고, 같은 해 테네시 대학교 비학위과정에서 학생 지도자를 위한 미국학을 공부하였다. 2008년부터 2009년까지 서울대학교 비학위과정에 교환학생으로 대한민국 문화 및 언어를 공부하였다. 이후 2010년 성균관대학교 대학원에 입학하여, 경영학 전공으로 2012년 석사 학위를 받았다.

## 방송 출연
| 연도             | 제목                   | 방송사 | 비고                            |
| ---------------- | ---------------------- | ------ | ------------------------------- |
| 2014             | 《강용석의 고소한 19》 | tvN    |                                 |
| 2015 - 2016,2017 | 《비정상회담》         | JTBC   | 하차                            |
| 2015             | 《썰전》               | JTBC   | [ 4 ]                           |
| 2016             | 《장학퀴즈》           | EBS1   |                                 |
| 2018             | 《세계테마기행》       | EBS1   | 무엇을 상상하든 그 이상! 브라질 |